# Villa Soledad
Villa Soledad és un edifici de Canet de Mar (Maresme) protegit com a Bé Cultural d'Interès Local.

## Descripció
Aquesta casa forma part de les vil·les agrícoles de finals del segle xix i principis del XX que com villa Paquita, can Gallina, cal Doctor Manresa, can Goday, can Grau, etc. se situen al voltant de la població. Originalment, l'edifici era molt menor, però en successives reformes es va anar ampliant fins a conformar-se tal com el veiem avui, que ha esdevingut residència del grup de teatre els Comediants. La casa té un magnífic jardí al voltant.